# Stopplaats Pleegste
Stopplaats Pleegste (telegrafische code: pgs) is een voormalig stopplaats aan de Spoorlijn Deventer - Ommen, destijds geëxploiteerd door de OLDO. De stopplaats lag tussen Raalte en Wesepe in de buurtschap Pleegste ter hoogte waar het spoor de provinciale weg 348 kruiste. Stopplaats Pleegste werd geopend op 1 oktober 1910 en gesloten op 15 mei 1933.